# キリル・メレツコフ
キリル・アファナシエヴィチ・メレツコフ（ロシア語: Кири́лл Афана́сьевич Мерецко́в、1897年6月7日 ‐ 1968年12月30日）は、ソビエト連邦の軍人。最終階級はソ連邦元帥。

## 生い立ち
リャザン県サライスク郡ナザルイェヴォの貧農の家庭に生まれる。15歳まで学校に通う傍ら両親の農作業を手伝った。卒業後の1912年に機械工の徒弟となり、モスクワの夜間学校に通う。1915年に修業を終えると、ズドグダで機械工として働き始めるが、高等教育を受ける準備のため夜間学校に通い続けた。この頃からツァーリズムと第一次世界大戦に反対するボリシェヴィキの地下活動に加わるようになる。
1917年、ロシア社会民主労働党に加入し、赤衛軍に参加。大隊参謀となりムーロムでの反革命蜂起鎮圧に従事。ロシア内戦の最前線で戦い、第5軍第227連隊の大隊政治委員の当時には負傷。1918年10月に参謀教育を修了した。1919年10月から南部戦線の第9軍第14師団で参謀及び旅団参謀長を務める。1920年‐1921年、アレクサンドル・エゴロフ率いる第1騎兵軍の第4騎兵師団（司令官セミョーン・ブジョーンヌイ）で参謀。1921年に陸軍大学を修了後、旅団長及びベラルーシに駐屯する第1トムスクシベリア騎兵師団参謀長。
内戦終結後、1923年にカフカスの第15狙撃軍団参謀及び第9ドン狙撃師団参謀長。翌年、モスクワ軍管区動員局長。1925年、モスクワ軍管区第1副参謀長及び副政治委員長。次いで第14狙撃師団長及びモスクワ軍管区参謀長。1932年‐1935年、ベラルーシ軍管区参謀長、次いで特別極東赤旗軍司令官ヴァシーリー・ブリュヘルの下で参謀長。スペイン内戦中の1936年‐1937年、共和国政府の軍事顧問としてスペインに派遣。次いで参謀総長ボリス・シャポシニコフの代理となる。1938年9月、ヴォルガ軍管区司令官、次いでレニングラード軍管区司令官。第18回党大会で党中央委員会候補に選出される。

## 第二次世界大戦
第二次世界大戦初期の1939年‐1940年、冬戦争で第7軍司令官を務め、マンネルハイム線を突破した。1940年6月、国防担当人民委員（大臣）セミョーン・チモシェンコの代理となり、同時期に上級大将の階級を授与される。2ヶ月後、参謀総長に就任。1941年前半、国防担当人民委員の教育担当代理を務める。1941年6月22日に独ソ戦が始まると、軍最高司令部（スタフカ）顧問となった。しかし直後に内務人民委員部（NKVD）により逮捕され、厳しい拷問を受けた。
9月に釈放されると第7独立軍司令官に任命され、スヴィリ川を挟んでフィンランド軍と対峙し、フィンランドとの継続戦争の最前線に立った。メレツコフはフィンランド軍の攻勢をよく凌いだが、左翼の第4軍が敗れたため退却を余儀なくされた。11月8日にティフヴィンが陥落してドイツ軍の北方軍集団に背後を衝かれる恐れが出てきたため、最高司令部はメレツコフに第4軍の指揮も委ねた。12月9日にティフヴィンを奪還してこの危機は去り、最高司令部はドイツ北方軍集団の包囲下にあるレニングラードを救出するためメレツコフに四個軍の指揮を委ねた。しかしドイツ軍の包囲を破ることには失敗した。
1942年1月から4月まで、メレツコフ指揮下の部隊は反攻に転じた。しかし最高司令部がレニングラード北方の指揮権をレニングラード戦線に統一させ、メレツコフはゲオルギー・ジューコフの代理及び第33軍司令官に転出した。しかしこの措置により組織上の混乱が生じ、レニングラード方面での攻勢は頓挫した。このため1942年6月にメレツコフにレニングラード北方での指揮権が戻った。1944年1月から3月の冬季攻勢により、ドイツ中央軍集団はバルト三国までの後退を余儀なくされた。戦線が縮小したため方面軍の改組が行われ、メレツコフはカレリア地方でのフィンランド軍との戦闘を指揮した。メレツコフの指揮するソ連軍の攻勢により、フィンランドは9月にソ連と停戦協定を結んだ。戦功を賞され、1944年10月にソ連邦元帥に列せられる。1945年3月、第1極東戦線司令官に転じ、8月のソ連対日参戦の際は沿海地方から満州国に侵攻して日本軍を破った。太平洋戦争の終結により、9月にこの方面軍は解散した。

## 戦後
第二次世界大戦での戦功により勝利勲章を受章。戦後は各地の軍管区司令官を務めたのち、1955年から1964年まで国防相参謀を務めた。同時にソ連退役軍人委員会代表を務める。1964年からソ連国防相総監グループの一員となった。
1968年12月30日にモスクワで死去。遺骨はクレムリンの壁墓所に埋葬された。